# Simpsonichthys
Simpsonichthys é um gênero de peixes de água doce da família Rivulidae, endêmica do Brasil. 
Os rivulídeos, assim como todas as espécies de Simpsonichthys, apresentam pequeno tamanho corporal (200 mm) e possuem um ciclo de vida anual. Este ciclo pode ser descrito pela sobrevivência em formações de águas rasas e sazonais (como riachos ou brejos), que se encontram presentes apenas em uma parte do ano, e pela postura de ovos com córion rígido  capazes de passar por diapausas no desenvolvimento embrionário.
As espécies que fazem parte do gênero são nativas das bacias dos rios Paraná, Araguaia, Paranaíba, Paranoá, Jequitinhonha e São Francisco.
Existem algumas controvérsias a cerca de seus antigos subgêneros, mas trataremos aqui somente dos animais que compõem o gênero atualmente.

## Espécies
Ao todo são 9 espécies:
- Simpsonichthys boitonei
- Simpsonichthys cholopteryx
- Simpsonichthys espinhacensis
- Simpsonichthys margaritatus
- Simpsonichthys nigromaculatus
- Simpsonichthys paralela
- Simpsonichthys punctulatus
- Simpsonichthys santanae
- Simpsonichthys zonatus

## Antigos Subgêneros
Atualmente seus antigos subgêneros foram alçados à gênero, eles são:
- Ophthalmolebias
- Spectrolebias
- Hypsolebias
- Xenurolebias

## Curiosidade
Antenor Leitão de Carvalho que descreveu o gênero homenageou seu amigo Charles J. Simpson.
Simpson + ichthys (peixe em grego).